# Morinda calciphila
Morinda calciphila är en måreväxtart som beskrevs av Khoon Meng Wong. Morinda calciphila ingår i släktet Morinda och familjen måreväxter. Inga underarter finns listade i Catalogue of Life.